# 小電力データ通信システム
小電力データ通信システム（しょうでんりょくデータつうしんシステム）は、免許を要しない無線局、その内の小電力無線局の一種である。

## 定義
総務省令電波法施行規則第6条第4項第4号に「主としてデータ伝送のために無線通信を行うもの（電気通信回線設備に接続するものを含む。）であつて、次に掲げる周波数の電波を使用し、かつ、空中線電力が0.58W以下であるもの（第11号に規定する5.2GHz帯高出力データ通信システムの無線局を除く。）」と定義され、以下、各号に周波数帯が定められている。
(1) 2,400MHz以上2,483.5MHz以下の周波数（無線標定業務を行うものにあつては、総務大臣が別に告示する条件に適合するものに限る。）
(2) 2,471MHz以上2,497MHz以下の周波数
(3) 5,150MHzを超え5,350MHz以下又は5,470MHzを超え5,730MHz以下の周波数（複数の電波を同時に使用する場合は、総務大臣が別に告示する周波数に限る。）（総務大臣が別に告示する場所において使用するものを除く。）
(4) 5,925MHzを超え6,425MHz以下の周波数（総務大臣が別に告示する条件に適合するものに限る。）
(5) 24.77GHz以上25.23GHz以下の周波数であつて24.77GHz又は24.77GHzに10MHzの整数倍を加えたもの
(6) 57GHzを超え66GHz以下の周波数
2022年（令和4年）9月2日現在
促音の表記は原文ママ
- 無線標定業務とは、ウェアラブル端末による心拍数や血圧の測定、マウス等のポインティングデバイスの変位検出等のセンシングシステムとして利用すること[4]である。
- 告示する条件があるのは、周波数帯が他の業務にも割り当てられており、これらに混信等の妨害を与えてはならないことによる。

## 概要
小電力無線局の一種であり、適合表示無線設備でなければならない。
すべてが特定無線設備でもある。
無線LANに主として用いられる。2.4GHz帯はコードレス電話、模型飛行機の無線操縦、Bluetoothなど様々なものにも用いられている。
また、60GHz帯はミリ波画像伝送用及びミリ波データ伝送用特定小電力無線局であったものである。
技術基準は無線設備規則第49条の20によるが、共通するものとして、空中線（アンテナ）などを除き「一の筐体に収められており、容易に開けることができないこと」とされ、特殊ねじなどが用いられている。
日本独自の制度であるので外国での使用はできない。 
外国で無線LANやBluetooth機器などが支障なく動作することがあっても、その国での使用が許可されている又は技術基準が満たされているということではない。
- 外国規格についても認証されたものが使用できないという意味ではない。外国での使用は各種の認証が当該国で有効かの確認を要する。

電気通信回線に接続する機器は電気通信事業法上の端末機器でもあり技術基準適合認定も要する。

## 種類
電波法施行規則第6条第4項第4号の各号毎に、「特定無線設備、特別特定無線設備一覧」

にある設備概要および特別特定無線設備か否かを併せ掲げる。
2022年（令和4年）9月2日現在
| 各号 | 設備概要                                                          | 特別特定無線設備 |
| ---- | ----------------------------------------------------------------- | ---------------- |
| (1)  | 2.4GHz帯高度化小電力データ通信システム                            | ○                |
| (1)  | 2.4GHz帯高度化小電力データ通信システム （模型飛行機の無線操縦用） | ×                |
| (2)  | 2.4GHz帯小電力データ通信システム                                  | ○                |
| (2)  | 2.4GHz帯小電力データ通信システム （模型飛行機の無線操縦用）       | ×                |
| (3)  | 5GHz帯小電力データ通信システム （下記を除く）                     | ○                |
| (3)  | 5GHz帯小電力データ通信システム （5,210-5,250MHz、自動車内に設置） | ×                |
| (4)  | 6GHz帯小電力データ通信システム （空中線電力25mW以下）             | ○                |
| (4)  | 6GHz帯小電力データ通信システム （空中線電力25mWを超え200mW以下）  | ○                |
| (5)  | 準ミリ波帯小電力データ通信システム                                | ○                |
| (6)  | 60GHz帯小電力データ通信システム                                   | ×                |

標準規格
制度化当初から、電波システム開発センター（略称 RCR）（現・電波産業会（略称 ARIB））が電波法令の技術基準を含めて規格化し、標準規格として公開している。
- RCR STD-33 小電力データ通信システム／ワイヤレスLANシステム[6]
- ARIB STD-T66 第二世代小電力データ通信システム／ワイヤレスLANシステム[7]
- ARIB STD-T69 小電力データ通信システム／ミリ波画像伝送用無線設備[8]
- ARIB STD-T72 小電力データ通信システム/ワイヤレス1394システム[9]
- ARIB STD-T117 小電力データ通信システム／60 GHz帯超高速スループットワイヤレスLANシステム[10]

## 表示
適合表示無線設備として技適マークが表示されていなければならない。
あわせて、技術基準適合証明番号、工事設計認証番号または届出番号も付されなければならない。
小電力データ通信システムを表す記号は、技術基準適合証明番号の英字の1～2字目にあり、次のとおりである。
2022年（令和4年）9月2日現在
| 各号 | 周波数帯                                   | 記号 |
| ---- | ------------------------------------------ | ---- |
| (1)  | 2.4GHz帯高度化                             | WW   |
| (1)  | 2.4GHz帯高度化（屋外模型飛行機無線操縦用） | UV   |
| (2)  | 2.4GHz帯                                   | GZ   |
| (2)  | 2.4GHz帯（屋外模型飛行機無線操縦用）       | VV   |
| (3)  | 5GHz帯（下記を除く）                       | XA   |
| (3)  | 5GHz帯（5,210-5,250MHz、自動車内に設置）   | XR   |
| (4)  | 6GHz帯（25mW以下）                         | YR   |
| (4)  | 60GHz帯（25mW超200mW以下）                 | ZR   |
| (5)  | 準ミリ波帯                                 | HX   |
| (6)  | 60GHz帯（10mW超）                          | WU   |
| (6)  | 60GHz帯（10mW以下）                        | WV   |

従前は工事設計認証番号にも表示を要した。
- 工事設計認証番号の4字目がハイフン(-)のものに記号表示は無い。

技術基準適合認定を受けた端末機器でもあるものには、上述の表示に加えて技術基準適合認定番号、設計認証番号または届出番号も付されなければならない。

## 技術基準
無線設備規則第49条の20による。
2022年（令和4年）9月2日現在
変調方式および空中線電力
| 各号 | 変調方式 | 空中線電力 |
| --- | --- | --- |
| (1) | 1.交周波数分割多重方式又はスペクトル拡散方式 （無線標定業務用は除く。） - スペクトル拡散方式は、直接拡散方式、周波数ホッピング方式若しくはこれらの複合方式又は直交周波数分割多重及び周波数ホッピングの複合方式 2.上記以外のデジタル変調方式 | ア.周波数ホッピング方式（直接拡散又は直交周波数分割多重との複合方式を含む。）で2,427MHz以上2470.75MHz以下 - 変調信号の送信速度と同じ送信速度の標準符号化試験信号により変調した場合に1MHzの帯域幅における平均電力が3mW以下 イ.スペクトル拡散方式で1.に該当しないもの - 変調信号の送信速度と同じ送信速度の標準符号化試験信号により変調した場合に帯域幅1MHzにおける平均電力が10mW以下 ウ.直交周波数分割多重方式でア.に該当しないもの - 変調信号の送信速度と同じ送信速度の標準符号化試験信号により変調した場合 - 占有周波数帯幅26MHz以下は、1MHzの帯域幅における平均電力が10mW以下 - 占有周波数帯幅26MHzを超え40MHz以下は、1MHzの帯域幅における平均電力が5mW以下 エ.上記以外は10mW以下 |
| (2) | スペクトル拡散方式 | 変調信号の送信速度と同じ送信速度の標準符号化試験信号により変調した場合に、1MHzの帯域幅における平均電力が10mW以下 |
| (3) | 1.直接拡散方式を使用するスペクトル拡散方式 - 占有周波数帯幅20MHz以下（5,150MHz-5,350MHzは18MHz以下） - 5,150MHz-5,250MHzで自動車内設置のものは除く。 2.振幅変調方式、位相変調方式、周波数変調方式、パルス変調方式又はこれらの複合方式 - 占有周波数帯幅20MHz以下（5,150MHz-5,350MHzは18MHz以下） - 5,150MHz-5,250MHzで自動車内設置のものは除く。 3.直交周波数分割多重方式 | ア.直接拡散方式を使用するスペクトル拡散方式 1MHzの帯域幅における平均電力が - 占有周波数帯幅20MHz以下（5,150MHzを超え5,350MHz以下は、18MHz以下）は、10mW以下 イ.振幅変調方式、位相変調方式、周波数変調方式若しくはパルス変調方式又はこれらの複合方式 - 占有周波数帯幅20MHz以下（5,150MHzを超え5,350MHz以下は、18MHz以下）は、10mW以下 - 次のいずれかの組合せにより二つの搬送波の周波数を同時に使用する場合 5,210MHz、5,290MHz、5,530MHz、5,610MHz又は5,690MHz ウ.直交周波数分割多重方式（エ.を除く。） 1MHzの帯域幅における平均電力が - 占有周波数帯幅20MHz以下は、10mW以下 - 占有周波数帯幅20MHzを超え40MHz以下は、5mW以下 - 占有周波数帯幅40MHzを超え80MHz以下（ハ(3)に規定する場合に限る。）は、2.5mW以下 - 占有周波数帯幅80MHzを超え160MHz以下は、1.25mW以下 - 占有周波数帯幅40MHzを超え80MHz以下（ハ（５）に規定する場合に限る。） - 次のいずれかの組合せにより二つの搬送波の周波数を同時に使用する場合は、1.25mW以下 (1) 5,120MHz（5.2GHz帯高出力データ通信システムの無線局が使用する場合を含む。）又は5,290MHz及び5,530MHz、5,610MHz又は5,690MHz (2) 5,530MHz及び5,690MHz エ. 直交周波数分割多重方式（自動車内に設置するものに限る。） 1MHzの帯域幅における平均電力が - 占有周波数帯幅20MHz以下は、2mW以下 - 占有周波数帯幅20MHzを超え40MHz以下は、1mW以下 - 占有周波数帯幅40MHzを超え80MHz以下は、0.5mW以下 |
| (4) | 直交周波数分割多重方式 | 1MHzの帯域幅における平均電力が - 占有周波数帯幅20MHz以下は、10mW以下 - 占有周波数帯幅20MHzを超え40MHz以下は、5mW以下 - 占有周波数帯幅40MHzを超え80MHz以下は、2.5mW以下 - 占有周波数帯幅80MHzを超え160MHz以下は、1.25mW以下 |
| (5) | 1.直交周波数分割多重方式 2.振幅変調方式、位相変調方式、周波数変調方式、パルス変調方式又はこれらの複合方式 | 1.直交周波数分割多重方式 - 1MHzの帯域幅における平均電力が10mW以下 2.振幅変調方式、位相変調方式、周波数変調方式、パルス変調方式又はこれらの複合方式 - 10mW以下 |
| (6) | 規定無し | 250mW以下 |
| 注 各号(3)の空中線電力のウ.直交周波数分割多重方式（エ.を除く。）において、 - ハ(3)に規定する場合とは、 搬送波の周波数は、占有周波数帯幅が40MHzを超え80MHz以下の場合（ハ(5)に掲げる場合を除く。）に5,210MHz、5,290MHz、5,530MHz、5,610MHz又は5,690MHz - ハ(5)に規定する場合とは、 搬送波の周波数は、占有周波数帯幅が40MHzを超え80MHz以下で、次のいずれかの組合せにより二つの搬送波の周波数を同時に使用する場合 (1) 5,210MHz（5.2GHz帯高出力データ通信システムの無線局が使用する場合を含む。）又は5,290MHz及び5,530MHz、5,610MHz又は5,690MHz (2) 5,530MHz及び5,690MHz | | |

通信方式
- 60GHz帯以外は、単向通信、単信、半複信、複信
- 60GHz帯は、規定なし

## 旧技術基準による機器の使用
2005年（平成17年）12月に無線設備規則のスプリアス発射等の強度の許容値に関する技術基準の改正により、旧技術基準に基づき認証された適合表示無線設備の使用は「平成34年11月30日」までと設定された。
但し小電力データ通信システムについては除外される。
この除外は、従前の許容値が新たな測定法によるものと比較しても低くなることから、従前の技術基準をそのまま新技術基準としたことによる。
小電力無線局#旧技術基準による機器の使用期限も参照。
この使用期限は、2021年（令和3年）8月にコロナ禍により「当分の間」延期されたが、除外の条件は変わらない。
つまり小電力データ通信システムの旧技術基準の適合表示無線設備は、スプリアス規制の使用期限にかかわらず使用できる。

## 電波法第4条の2に規定する特例
免許を要しない無線局#第4条の2も参照
電波法第4条の2には、電波法第3章に規定する技術基準に相当する技術基準に適合している無線設備を免許不要局とする特例を規定している。
この特例中、小電力データ通信システムで対象となるものを掲げる。
訪日外国人の持ち込む機器
電波法施行規則第6条の2の3に規定する機器は、訪日から90日以内は免許不要局とみなされる。
小電力データ通信システムの対象は、次に掲げる二種類である、
2019年（令和元年）11月20日現在
- 2.4GHz帯高度化
- 5GHz帯

技適未取得機器を用いた実験等の特例
電波法施行規則第6条の2の4に規定する機器は、技術基準適合証明を取得していなくても届出から180日以内は、実験等無線局として使用できる。
但し同一目的での期間延長はできない。
小電力データ通信システムの対象は、次に掲げる三種類である、
2020年（令和2年）12月10日現在
- 2.4GHz帯高度化
- 5GHz帯
- 60GHz帯

## 規制事項
#概要にある通り、技術基準に筐体が容易に開けることができないとされ、利用者は改造はもちろん保守・修理の為であって分解してはならない。
技術基準適合証明を受けていない機器を使用することは、技適未取得機器を用いた実験等の特例を除き不法無線局を開設したとして電波法第4条違反となり、第110条に規定する罰則の対象にもなる。
また、技術基準適合認定が無い機器は、電気通信事業法第52条により回線接続を拒否されることがある。
詳細は技適マーク#規制事項を参照。

### 他の業務との共存
小電力データ通信システムの周波数帯は様々な業務と共用している。
混信等の優先度は、
ISMバンドの機器 （高周波利用設備）＞ 免許を要する無線局（免許局）、登録局 ＞ 小電力無線局
である。
ISMバンド
本来ISMバンドは無線通信以外の業務に用いられるもので、高周波利用設備の動作中に無線局は強力な混信を受けるが、総務省告示周波数割当計画脚注J37に「容認しなければならない」と規定されている。
- 2.4GHz帯高度化・2.4GHz帯は、周波数帯すべてがこのバンド中にあり、電子レンジや工業用マイクロ波加熱装置に多用され、これらの動作中は大きな影響を受ける。
- 5GHz帯は、プラズマ発生装置等に用いられるが、重複する周波数幅が狭いことから大きな問題となっていない。

免許局、登録局
- 2.4GHz帯高度化は、アマチュア局、移動体識別用（RFID）構内無線局、無線電力伝送用構内無線局
- 2.4GHz帯は、無人移動体画像伝送システム（携帯局）、無線電力伝送用構内無線局
- 5GHz帯は、
  - 免許局は、気象レーダー（無線標定陸上局）、無人移動体画像伝送システム（携帯局）、無線電力伝送用構内無線局、アマチュア局、
  - 登録局は、5.2GHz帯高出力データ通信システムの基地局・陸上移動中継局
- 6GHz帯は、公共業務用固定局

と共用している。
これらからの混信は容認しなければならず、逆に妨害を与えてはならないので使用中止を要求されたらこれに従わねばならない。
小電力無線局
- #概要にもある通り2.4GHz帯高度化・2.4GHz帯は、この周波数帯の中で無線LAN、コードレス電話、模型飛行機の無線操縦、Bluetoothなど様々な用途に使用されている。

更に、
- 2.4GHz帯高度化は、RFID用特定小電力無線局
- 5.2GHz帯は、5.2GHz帯高出力データ通信システムの陸上移動局
- 60GHz帯は、ミリ波レーダー用特定小電力無線局、移動体検知センサー用特定小電力無線局

と共用している。
これらとの順位は同等であり、通信は先に使用している方が優先するのが原則である。ただ多数の小規模システムが使用しており、混信を完全に回避することは困難であるのが実情である。

## 沿革
1992年（平成4年）
- 小電力データ通信システムの無線局が制度化され、「データ伝送のために無線通信を行うもの（電気通信回線設備に接続するものを含む。）であつて、2,471MHz以上2,497MHz以下の周波数を使用し、かつ、空中線電力が0.01W以下[23]であるもの」と定義された。[24]
  - 周波数帯は「2.4GHz帯」（定義各号の(2)に相当）のみ、記号はGZ[25]

1993年（平成5年）- RCRが「RCR STD-33」を策定
1995年（平成7年）- 認証の表示は技適マークに統一
1996年（平成8年）- 定義が「主としてデータ伝送のために無線通信を行うもの（電気通信回線設備に接続するものを含む。）であつて、2,471MHz以上2,497MHz以下の周波数を使用し、かつ、空中線電力が0.01W以下であるもの」とされた。
1999年（平成11年）
- 定義が「主としてデータ伝送のために無線通信を行うもの（電気通信回線設備に接続するものを含む。）であつて、2,400MHz以上2,483.5MHz以下又は2,471MHz以上2,497MHz以下の周波数を使用し、かつ、空中線電力が0.01W以下であるもの」とされた。[28]
  - 「2.4GHz帯高度化」（定義各号の(1)に相当）が追加、記号はNY[29]
- ARIBが「ARIB STD-T66」を策定[7]

2000年（平成12年）
- 定義が「主としてデータ伝送のために無線通信を行うもの（電気通信回線設備に接続するものを含む。）であつて、2,400MHz以上2,483.5MHz以下若しくは2,471MHz以上2,497MHz以下又は屋内において5,170MHz、5,190MHz、5,210MHz若しくは5,230MHzの周波数を使用し、かつ、空中線電力が0.01W以下であるもの」とされた。[30]
  - 5GHz帯（定義各号の(3)に相当）が追加、記号はWY[31]
- ARIBが「ARIB STD-T69」を策定[8]

2001年（平成13年）- ARIBが「ARIB STD-T72」を策定
2002年（平成14年）
- 定義が「主としてデータ伝送のために無線通信を行うもの（電気通信回線設備に接続するものを含む。）であつて、次に掲げる周波数を使用し、かつ、空中線電力が0.01W以下であるもの」とされ、周波数は各号に規定されるものとなった。[32]
  - 従前の周波数は第1号から第3号に、第4号として「 24.77GHz以上25.23GHz以下の周波数であつて24.77GHz若しくは又は24.77GHzに10MHzの整数倍を加えたもの又は27.02GHz以上27.46GHz以下の周波数であつて27.02GHz若しくは又は27.02GHzに10MHzの整数倍を加えたもの」が追加された。
  - 「準ミリ波帯」（定義各号の(5)に相当）が追加、記号はHX[33]

2004年（平成16年）- 特別特定無線設備が制度化、これまでに特定無線設備とされた小電力データ通信システムは、すべて特別特定無線設備とされた。
2005年（平成17年）
- 5GHz帯の周波数（定義各号の(3)に相当）が改正[35]
  - 以後の周波数は5GHz帯の周波数の変遷を参照、記号はWY[36]
- 電波の利用状況調査で、770MHzを超え3.4GHz以上以下の免許不要局の出荷台数を公表[37]
  - 以降、三年周期で公表

2007年（平成19年）　
- 5GHz帯の周波数が追加[38]
  - 5.6GHz帯が追加、記号はTW[39]、従前の周波数帯は5.2GHz帯または5.3GHz帯と通称
- 5.2GHz帯および5.3GHz帯に使用場所の制限が追加、5.6GHz帯に周波数追加および上空での運用制限が追加[40]
- 記号のNYがWW、WYはXW、TWはYWに変更[41]
- 電波の利用状況調査で、3.4GHzを超える免許不要局の出荷台数が公表[42]
  - 以降、三年周期で公表

2008年（平成20年）
- 2.4GHz帯と2.4GHz帯高度化に模型飛行機の無線操縦用の技術基準が追加[43]
  - 記号はVVとUV、特別特定無線設備ではない。[44]

2011年（平成23年）- 工事設計認証番号への記号表示が不要に
2013年（平成25年）
- 5GHz帯の周波数が変更、一部に使用場所の制限あり[45]、記号はHS[46]

2015年（平成27年）　
- 定義本文の空中線電力が0.58W以下に増大、また「57GHzを超え66GHz以下の周波数が追加」（定義各号の(6)に相当）[47]
  - 特定小電力無線局からミリ波画像伝送用及びミリ波データ伝送用が削除され「60GHz帯」として追加されたもの、記号は空中線電力10mWを超えるものがWU、10mW以下がWV、特別特定無線設備ではない。[47]

2016年（平成28年）
- 訪日外国人の持ち込む2.4GHz帯高度化および5GHz帯の機器が免許不要局に[48]
- ARIBが「ARIB STD-T117」を策定[10]

2018年（平成30年）
- 定義本文が現行のものに[49]
  - 「第11号に規定する5.2GHz帯高出力データ通信システムの無線局を除く。」の文言が追加、周波数帯を「5.2GHz帯高出力データ通信システム」と共用する為

2019年（平成31年）
- 「24.77GHz以上25.23GHz以下の周波数であつて24.77GHz若しくは又は24.77GHzに10MHzの整数倍を加えたもの又は27.02GHz以上27.46GHz以下の周波数であつて27.02GHz若しくは又は27.02GHzに10MHzの整数倍を加えたもの」が「24.77GHz以上25.23GHz以下の周波数であつて24.77GHz又は24.77GHzに10MHzの整数倍を加えたもの」となった。[50]
  - 「準ミリ波帯」が縮小

2019年（令和元年）
- 5GHz帯の周波数及び使用場所の制限が改正[51][52]
  - 記号のXY、YW、HSがXAに変更

2020年（令和2年）
- 2.4GHz帯高度化、5GHz帯及び60GHz帯が技適未取得機器を用いた実験等の特例の対象に[53]
- 2.4GHz帯高度化に「（無線標定業務を行うものにあつては、総務大臣が別に告示する条件に適合するものに限る。）」と追記[54]
  - 無線標定業務用には、混信防止機能として「自局が送信した電波の反射波と他の無線局が送信した電波を判別できる」機能を搭載すること[55]が要求されることとなった。

2022年（令和4年）
- 電波の利用状況調査で、714MHzを超える免許不要局の出荷台数が公表[56]
  - 以降、二年周期で公表
- 「5,925MHzを超え6,425MHz以下の周波数（総務大臣が別に告示[57]する条件に適合するものに限る。）」が追加、また5GHz帯の技術基準に「5,150MHzを超え5,250MHz以下（自動車内に設置するものに限る。）」が追加[3]
  - 6GHz帯が追加、記号は25mW以下がYR、25mWを超え200mW以下がZR[3]
  - 追加された5GHz帯の記号はXR[3]

促音の表記は原文ママ
| 年                                                       | 月日    | 周波数 | 各号 |
| -------------------------------------------------------- | ------- | --- | ---- |
| 2002年 (平成14年)                                        | 2月28日 | 屋内において5170MHz、5190MHz、5210MHz、5230MHz | (3)  |
| 2005年 (平成17年)                                        | 5月12日 | 屋内において5180MHz、5200MHz、5220MHz、5240MHz、5260MHz、5280MHz、5300MHz、5320MHz | (3)  |
| 2005年 (平成17年)                                        | 5月12日 | 5180MHz、5200MHz、5220MHz、5240MHz（航空機内の使用に限る） | (4)  |
| 2007年 (平成19年)                                        | 1月31日 | 5180MHz、5200MHz、5220MHz、5240MHz、5260MHz、5280MHz、5300MHz、5320MHz（屋内使用に限る） | (3)  |
| 2007年 (平成19年)                                        | 1月31日 | 5180MHz、5200MHz、5220MHz、5240MHz（航空機内の使用に限る） | (4)  |
| 2007年 (平成19年)                                        | 1月31日 | 5500MHz、5520MHz、5540MHz、5560MHz、5560MHz、5580MHz、5600MHz、5620MHz、5640MHz、5660MHz、5680MHz、5700MHz | (5)  |
| 2007年 (平成19年)                                        | 6月28日 | 5180MHz、5190MHz、5200MHz、5220MHz、5230MHz、5240MHz、5260MHz、5270MHz、5280MHz、5300MHz、5310MHz、5320MHz（屋内その他電波の遮蔽効果が屋内と同様な場所で告示する場所に限る。）                                                 | (3)  |
| 2007年 (平成19年)                                        | 6月28日 | 5500MHz、5510MHz、5520MHz、5540MHz、5550MHz、5560MHz、5580MHz、5590MHz、5600MHz、5620MHz、5630MHz、5640MHz、5660MHz、5670MHz、5680MHz、5700MHz（上空で運用する無線局が運用するもの（航空機内で運用するものを除く。）を除く。） | (4)  |
| 2013年 (平成25年)                                        | 3月27日 | 5150MHzを超え5350MHz（屋内その他電波の遮蔽効果が同等な場所で告示する場所に限る。） | (3)  |
| 2013年 (平成25年)                                        | 3月27日 | 5470MHzを超え5725MHz以下（上空では航空機内で運用する場合に限る。） | (4)  |
| 2013年 (平成25年)                                        | 3月27日 | 5210MHz、5290MHz、5530MHz、5610MHz（屋内その他電波の遮蔽効果が屋内と同等の場所で告示する場所に限る。） | (5)  |
| 2019年 (令和元年)                                        | 7月11日 | 5150MHzを超え5350MHz以下、5470MHzを超え5730MHz以下（複数の電波を同時に使用する場合は、別に告示する周波数に限る。）（告示する場所において使用するものを除く。）                                                                 | (3)  |
| 各号は改正時の定義の号（現行のものと異なる場合がある。） |         | |      |

### 出荷台数
| 種類                                                                              | 平成13年度  | 平成14年度  | 平成15年度                                          | 出典                                                |
| --------------------------------------------------------------------------------- | ----------- | ----------- | --------------------------------------------------- | --------------------------------------------------- |
| 2.4GHz帯高度化小電力データ通信システム                                            | 2,673,014   | 5,851,689   | 12,917,145                                          | 第2章 電波利用システムごとの調査結果 （免許不要局） |
| 2.4GHz帯小電力データ通信システム                                                  | 1,763,156   | 3,516,427   | 4,342,050                                           | 第2章 電波利用システムごとの調査結果 （免許不要局） |
| 種類                                                                              | 平成16年度  | 平成17年度  | 平成18年度                                          | 出典                                                |
| 2.4GHz帯高度化小電力データ通信システム                                            | 35,839,647  | 46,265,846  | 93,335,818                                          | 第2章 電波利用システムごとの調査結果 （免許不要局） |
| 2.4GHz帯小電力データ通信システム                                                  | 3,992       | 7,592       | 6,825                                               | 第2章 電波利用システムごとの調査結果 （免許不要局） |
| 種類                                                                              | 平成19年度  | 平成20年度  | 平成21年度                                          | 出典                                                |
| 2.4GHz帯高度化小電力データ通信システム                                            | 124,315,675 | 134,688,380 | 123,476,009                                         | 第2章 電波利用システムごとの調査結果 （免許不要局） |
| 2.4GHz帯小電力データ通信システム                                                  | 66,292      | 5,096       | 5,006                                               | 第2章 電波利用システムごとの調査結果 （免許不要局） |
| 種類                                                                              | 平成22年度  | 平成23年度  | 平成24年度                                          | 出典                                                |
| 2.4GHz帯高度化小電力データ通信システム                                            | 82,254,943  | 107,613,927 | 114,287,386                                         | 第2章 電波利用システムごとの調査結果 （免許不要局） |
| 2.4GHz帯小電力データ通信システム                                                  | 5,934,170   | 3,911,612   | 29,799,997                                          | 第2章 電波利用システムごとの調査結果 （免許不要局） |
| 2.4GHz帯小電力データ通信システム (模型飛行機の無線操縦用)                         | 82,643      | 47,013      | 46,713                                              | 第2章 電波利用システムごとの調査結果 （免許不要局） |
| 2.4GHz帯高度化小電力データ通信システム (模型飛行機の無線操縦用)                   | 0           | 0           | 0                                                   | 第2章 電波利用システムごとの調査結果 （免許不要局） |
| 種類                                                                              | 平成25年度  | 平成26年度  | 平成27年度                                          | 出典                                                |
| 2.4GHz帯高度化小電力データ通信システム                                            | 58,917,195  | 63,601,195  | 59,140,939                                          | 第2章 電波利用システムごとの調査結果 （免許不要局） |
| 2.4GHz帯小電力データ通信システム                                                  | 2,658,175   | 4,402,343   | 2,790,076                                           | 第2章 電波利用システムごとの調査結果 （免許不要局） |
| 2.4GHz帯小電力データ通信システム (模型飛行機の無線操縦用)                         | 35,832      | 72,216      | 128,743                                             | 第2章 電波利用システムごとの調査結果 （免許不要局） |
| 2.4GHz帯高度化小電力データ通信システム (模型飛行機の無線操縦用)                   | 0           | 0           | 0                                                   | 第2章 電波利用システムごとの調査結果 （免許不要局） |
| 種類                                                                              | 平成28年度  | 平成29年度  | 平成30年度                                          | 出典                                                |
| 2.4GHz帯小電力データ通信システム                                                  | 89,766,057  | 166,233,348 | 178,752,866                                         | 第2章 電波利用システムごとの調査結果 （免許不要局） |
| 2.4GHz帯高度化小電力データ通信システム                                            | 1,077,708   | 1,514,216   | 1,390,326                                           | 第2章 電波利用システムごとの調査結果 （免許不要局） |
| 2.4GHz帯高度化小電力データ通信システム (模型飛行機の無線操縦用)                   | 6,800       | 32,832      | 20,386                                              | 第2章 電波利用システムごとの調査結果 （免許不要局） |
| 2.4GHz帯小電力データ通信システム (模型飛行機の無線操縦用)                         | 0           | 22          | 0                                                   | 第2章 電波利用システムごとの調査結果 （免許不要局） |
| 種類                                                                              | 平成15年度  | 平成16年度  | 平成17年度                                          | 出典                                                |
| 5GHz帯小電力データ通信システム                                                    | 552,721     | 2,888,794   | 5,042,783                                           | 第2章 電波利用システムごとの調査結果 （免許不要局） |
| 準ミリ波帯小電力データ通信システム                                                | 8           | 30          | 111                                                 | 第2章 電波利用システムごとの調査結果 （免許不要局） |
| 種類                                                                              | 平成18年度  | 平成19年度  | 平成20年度                                          | 出典                                                |
| 5.2,5.3GHz帯小電力データ通信システム                                              | 2,300,801   | 3,072,985   | 1,916,832                                           | 第2章 電波利用システムごとの調査結果 （免許不要局） |
| 5,6GHz帯小電力データ通信システム                                                  | 392         | 357,938     | 654,672                                             | 第2章 電波利用システムごとの調査結果 （免許不要局） |
| 準ミリ波帯小電力データ通信システム                                                | 324         | 1,213       | 831                                                 | 第2章 電波利用システムごとの調査結果 （免許不要局） |
| 種類                                                                              | 平成21年度  | 平成22年度  | 平成23年度                                          | 出典                                                |
| 5.2,5.3GHz帯小電力データ通信システム                                              | 1,248,160   | 3,053,574   | 22,410,168                                          | 第2章 電波利用システムごとの調査結果 （免許不要局） |
| 5,6GHz帯小電力データ通信システム                                                  | 711,912     | 1,224,722   | 20,179,848                                          | 第2章 電波利用システムごとの調査結果 （免許不要局） |
| 準ミリ波帯小電力データ通信システム                                                | 1,486       | 342         | 688                                                 | 第2章 電波利用システムごとの調査結果 （免許不要局） |
| 種類                                                                              | 平成24年度  | 平成25年度  | 平成26年度                                          | 出典                                                |
| 5GHz帯小電力データ通信システム (5,150～53.50MHz)                                  | 10,032,828  | 19,147,824  | 24,984,981                                          | 第2章 電波利用システムごとの調査結果 （免許不要局） |
| 5GHz帯小電力データ通信システム (5,470～5,725MHz)                                  | 9,809,053   | 19,906,569  | 24,033,526                                          | 第2章 電波利用システムごとの調査結果 （免許不要局） |
| 5GHz帯小電力データ通信システム (5,210～5,610MHz)                                  | 0           | 106         | 216                                                 | 第2章 電波利用システムごとの調査結果 （免許不要局） |
| 24GHz帯小電力データ通信システム (24.77～25.23GHz)                                 | 519         | 473         | 644                                                 | 第2章 電波利用システムごとの調査結果 （免許不要局） |
| 27GHz帯小電力データ通信システム (27.02～27.46GHz)                                 | 0           | 0           | 0                                                   | 第2章 電波利用システムごとの調査結果 （免許不要局） |
| 種類                                                                              | 平成27年度  | 平成28年度  | 平成29年度                                          | 出典                                                |
| 5GHz帯小電力データ通信システム (5,150～5,350MHz)                                  | 13,106,329  | 13,549,066  | 15,828,051                                          | 第2章 電波利用システムごとの調査結果 （免許不要局） |
| 5GHz帯小電力データ通信システム (5210～5610MHz)                                    | 12,971,557  | 13,487,175  | 15,818,366                                          | 第2章 電波利用システムごとの調査結果 （免許不要局） |
| 5GHz帯小電力データ通信システム (5,210～5,610MHz)                                  | 0           | 0           | 1,117                                               | 第2章 電波利用システムごとの調査結果 （免許不要局） |
| 準ミリ波帯小電力データ通信システム (24.77～25.23GHz)                              | 0           | 0           | 12                                                  | 第2章 電波利用システムごとの調査結果 （免許不要局） |
| 準ミリ波帯小電力データ通信システム (27.02～27.46GHz)                              | 0           | 0           | 0                                                   | 第2章 電波利用システムごとの調査結果 （免許不要局） |
| 60GHz帯小電力データ通信システム (57～66GHz)                                       | 0           | 0           | 26                                                  | 第2章 電波利用システムごとの調査結果 （免許不要局） |
| 60GHz帯小電力データ通信システム (10mW以下) (57～66GHz)                            | 2,281       | 2,493       | 3,045                                               | 第2章 電波利用システムごとの調査結果 （免許不要局） |
| 種類                                                                              | 令和元年度  | 令和2年度   | 出典                                                | 出典                                                |
| 2.4GHz帯高度化小電力データ通信システム (2,400～2,493.5MHz)                        | 104,319,719 | 142,362,494 | 第2章 電波利用システムごとの調査結果 （免許不要局） | 第2章 電波利用システムごとの調査結果 （免許不要局） |
| 2.4GHz帯高度化小電力データ通信システム (2,471～2,497MHz)                          | 6,783,065   | 14,683,265  | 第2章 電波利用システムごとの調査結果 （免許不要局） | 第2章 電波利用システムごとの調査結果 （免許不要局） |
| 2.4GHz帯小電力データ通信システム (模型飛行機の無線操縦用) (2,400～2,493.5MHz)     | 162,225     | 241,480     | 第2章 電波利用システムごとの調査結果 （免許不要局） | 第2章 電波利用システムごとの調査結果 （免許不要局） |
| 2.4GHz帯高度化小電力データ通信システム (模型飛行機の無線操縦用) (2,471～2,497MHz) | 31,346      | 55,896      | 第2章 電波利用システムごとの調査結果 （免許不要局） | 第2章 電波利用システムごとの調査結果 （免許不要局） |
| 5GHz帯小電力データ通信システム (5,150～5,350MHz) (5,470～57,25MHz)                | 56,301,967  | 86,006,492  | 第2章 電波利用システムごとの調査結果 （免許不要局） | 第2章 電波利用システムごとの調査結果 （免許不要局） |
| 準ミリ波帯小電力データ通信システム (24.77～25.23GHz) (27.02～27.46GHz)            | 394         | 352         | 第2章 電波利用システムごとの調査結果 （免許不要局） | 第2章 電波利用システムごとの調査結果 （免許不要局） |
| 60GHz帯小電力データ通信システム (57～66GHz)                                       | 94          | 47          | 第2章 電波利用システムごとの調査結果 （免許不要局） | 第2章 電波利用システムごとの調査結果 （免許不要局） |
| 60GHz帯小電力データ通信システム (10mW以下) (57～66GHz)                            | 1,346       | 501         | 第2章 電波利用システムごとの調査結果 （免許不要局） | 第2章 電波利用システムごとの調査結果 （免許不要局） |
| 種類の表記は出典の通り                                                            |             |             |                                                     |                                                     |